# Francia en los Juegos Paralímpicos de Arnhem 1980
Francia estuvo representada en los Juegos Paralímpicos de Arnhem 1980 por un total de 96 deportistas, 76 hombres y 20 mujeres.

## Medallistas
El equipo paralímpico francés obtuvo las siguientes medallas:
| Nombre                                                             | Deporte                    | Evento                                 |
| ------------------------------------------------------------------ | -------------------------- | -------------------------------------- |
| Oro                                                                |                            |                                        |
| D. Dosimont                                                        | Atletismo                  | 60 m CP D femenino                     |
| D. Dosimont                                                        | Atletismo                  | 400 m CP D femenino                    |
| D. Dosimont                                                        | Atletismo                  | Peso CP D femenino                     |
| D. Dosimont                                                        | Atletismo                  | Salto de longitud CP D femenino        |
| Onfroy                                                             | Atletismo                  | 60 m CP C femenino                     |
| Onfroy                                                             | Atletismo                  | 400 m CP C femenino                    |
| Onfroy                                                             | Atletismo                  | Salto de longitud CP C femenino        |
| André Havard                                                       | Atletismo                  | 80 m CP C masculino                    |
| B. Pierre                                                          | Atletismo                  | Salto de longitud CP D masculino       |
| Josette Bourgain                                                   | Esgrima en silla de ruedas | Florete individual 4-5 femenino        |
| Josette Bourgain Thérèse Lemoine Monique Siclis                    | Esgrima en silla de ruedas | Florete por equipos femenino           |
| Arthur Bellance                                                    | Esgrima en silla de ruedas | Florete individual 4-5 masculino       |
| Arthur Bellance Mohamed Benamar André Hennaert Alain Siclis        | Esgrima en silla de ruedas | Florete por equipos masculino          |
| Mohamed Benamar                                                    | Esgrima en silla de ruedas | Espada individual 1C-3 masculino       |
| Christian Lachaud                                                  | Esgrima en silla de ruedas | Sable individual 4-5 masculino         |
| Christian Lachaud                                                  | Esgrima en silla de ruedas | Espada individual 4-5 masculino        |
| Mohamed Benamar Daniel Jeannin Christian Lachaud                   | Esgrima en silla de ruedas | Espada por equipos masculino           |
| Jean-Claude Coralie André Hennaert Christian Lachaud Aimé Planchon | Esgrima en silla de ruedas | Sable por equipos masculino            |
| Chorrihons                                                         | Halterofilia               | –65 kg amputación masculino            |
| Bernard Barberet                                                   | Halterofilia               | –75 kg amputación masculino            |
| Jean Grandsire                                                     | Halterofilia               | –75 kg paraplejia masculino            |
| M. H. Allard                                                       | Natación                   | 50 m espalda F femenino                |
| M. H. Allard                                                       | Natación                   | 150 m estilos F femenino               |
| B. Perry                                                           | Natación                   | 50 m espalda F1 masculino              |
| B. Perry                                                           | Natación                   | 50 m estilos F1 masculino              |
| Pierre Cathelineau P. Chassagne                                    | Tenis de mesa              | Equipo D masculino                     |
| Joel Guillon                                                       | Tiro                       | Pistola de aire amputación masculino   |
| J. M. Chapuis                                                      | Tiro con arco              | Distancia corta paraplejia masculino   |
| Plata                                                              |                            |                                        |
| Véronique Rochette                                                 | Atletismo                  | 400 m CP C femenino                    |
| Véronique Rochette                                                 | Atletismo                  | Salto de longitud CP C femenino        |
| Royet                                                              | Atletismo                  | 400 m CP D femenino                    |
| Royet                                                              | Atletismo                  | Salto de longitud CP D femenino        |
| C. Petitot                                                         | Atletismo                  | 60 m 4 femenino                        |
| Duvivier                                                           | Atletismo                  | 80 m CP D masculino                    |
| J. Alexandre                                                       | Atletismo                  | 1500 m F masculino                     |
| Leon Sur                                                           | Atletismo                  | Jabalina D masculino                   |
| Thérèse Lemoine                                                    | Esgrima en silla de ruedas | Florete individual 2-3 femenino        |
| Monique Siclis                                                     | Esgrima en silla de ruedas | Florete individual 4-5 femenino        |
| André Hennaert                                                     | Esgrima en silla de ruedas | Florete individual 2-3 masculino       |
| Alain Siclis                                                       | Esgrima en silla de ruedas | Florete individual novel masculino     |
| Aimé Planchon                                                      | Esgrima en silla de ruedas | Sable individual 4-5 masculino         |
| Joseph Ponnier                                                     | Halterofilia               | –57 kg paraplejia masculino            |
| B. Dersigneri                                                      | Halterofilia               | –65 kg amputación masculino            |
| J. Chauvel                                                         | Halterofilia               | –85 kg amputación masculino            |
| N. Clemente                                                        | Halterofilia               | +85 kg paraplejia masculino            |
| Isabelle Duranceau                                                 | Natación                   | 100 m libre E femenino                 |
| Isabelle Duranceau                                                 | Natación                   | 100 m mariposa E femenino              |
| Isabelle Duranceau                                                 | Natación                   | 200 m estilos E femenino               |
| M. H. Allard                                                       | Natación                   | 50 m braza F femenino                  |
| M. H. Allard                                                       | Natación                   | 50 m libre F femenino                  |
| Equipo                                                             | Natación                   | 3 × 50 m libre E1-F1 masculino         |
| Equipo                                                             | Natación                   | 3 × 100 m estilos CP D masculino       |
| P. Chassagne                                                       | Tenis de mesa              | Individual D masculino                 |
| R. André Maguy Ramousse                                            | Tenis de mesa              | Equipo 3 femenino                      |
| Bronce                                                             |                            |                                        |
| Royet                                                              | Atletismo                  | 60 m CP D femenino                     |
| Duvivier                                                           | Atletismo                  | 800 m CP D masculino                   |
| P. Morel                                                           | Atletismo                  | Jabalina 5 masculino                   |
| Mohamed Benamar                                                    | Esgrima en silla de ruedas | Florete individual 2-3 masculino       |
| Aimé Planchon                                                      | Esgrima en silla de ruedas | Florete individual 4-5 masculino       |
| Jean-Claude Coralie                                                | Esgrima en silla de ruedas | Florete individual novel masculino     |
| Jean-Pierre Leroux                                                 | Esgrima en silla de ruedas | Florete individual 1C mixto            |
| Arthur Bellance                                                    | Esgrima en silla de ruedas | Espada individual 4-5 masculino        |
| J. M. Barberane                                                    | Halterofilia               | –51 kg paraplejia masculino            |
| Gérard Houdmond                                                    | Halterofilia               | –85 kg paraplejia masculino            |
| J. L. Dury                                                         | Halterofilia               | +85 kg amputación masculino            |
| Isabelle Duranceau                                                 | Natación                   | 100 m braza E femenino                 |
| Isabelle Duranceau                                                 | Natación                   | 100 m espalda E femenino               |
| Marie-Thérèse Crespeau                                             | Natación                   | 200 m estilos 4 femenino               |
| Equipo                                                             | Natación                   | 3 × 100 m estilos CP D femenino        |
| B. Jaillet                                                         | Natación                   | 100 m braza 6 masculino                |
| B. Jaillet                                                         | Natación                   | 100 m mariposa 6 masculino             |
| B. Perry                                                           | Natación                   | 50 m braza F1 masculino                |
| David Foppolo                                                      | Natación                   | 50 m estilos F1 masculino              |
| G. Betega                                                          | Natación                   | 100 m braza 5 masculino                |
| Th. Godineau                                                       | Natación                   | 100 m libre 5 masculino                |
| Equipo                                                             | Natación                   | 4 × 100 m estilos 1A-6 masculino       |
| R. André                                                           | Tenis de mesa              | Individual 3 femenino                  |
| N. Kabous                                                          | Tenis de mesa              | Individual C femenino                  |
| Daniel Jeannin                                                     | Tenis de mesa              | Individual 1C masculino                |
| G. Caillon Michel Peeters                                          | Tenis de mesa              | Equipo 2 masculino                     |
| André Hennaert Daniel Jeannin                                      | Tenis de mesa              | Equipo 3 masculino                     |
| Bernard Pique                                                      | Tiro                       | Rifle de aire de pie 2-5 mixto         |
| Marie-Françoise Hybois                                             | Tiro con arco              | Doble ronda FITA amputación femenino   |
| G. Lafont                                                          | Tiro con arco              | Doble ronda FITA tetraplejia masculino |
| J. Thion                                                           | Tiro con arco              | Distancia corta paraplejia masculino   |